# Овечкін Олександр Олексійович
Олександр Олексійович Овечкін (біл. Аляксандр Аляксеевіч Авечкін; 22 червня 1913, Чудово — 7 листопада 1980, Берестя) — білоруський радянський письменник; член Спілки письменників СРСР з 1958 року.

## Біографія
Народився 9 [22] червня 1913 року у селищі Чудовому (нині місто Новгородської області, Російська Федерація) у сім'ї службовця. Протягом 1929—1931 років працював робітником на Чудовській сірниковій фабриці. У 1931—1936 роках служив у Червоній армії. Після демобілізації працював інструктором Чудовського аероклубу.
Під час німецько-радянської війни — льотчик, командир ескадрильї. Мав військові звання лейтенанта, старшого лейтенанта, капітана. Воював на Північно-Західному фронті.
1949 року закінчив Республіканську партійну школу при ЦК КП Білорусі у Мінську. У 1950—1955 роках працював власним кореспондентом газети «Калгасная праўда» по Берестейській області; у 1955—1959 роках завідував відділом культури берестейської обласної газети «Заря»; у 1959—1961 роках був редактором газети «Красноярский пилот». 1960 року закінчив відділення журналістики Вищої партійної школи при ЦК КПРС. У 1963—1976 роках обіймав посаду старшого редактора Берестейської обласної студії телебачення. Був членом КПРС.
Помер у Бересті 7 листопада 1980 року. Похований у Бересті.

## Творчість
Друкуватися почав з 1951 року. Писав російською мовою. Автор:
- повістей для дітей «Соломка» (Мінськ, 1951), «Помилка „Дикого зубра“» (Красноярськ, 1960), «Біля Дивних гір» (Мінськ, 1965), «Події наприкінці канікул» (Мінськ, 1982);
- збірників прози «Подвиг сигналіста» (Мінськ, 1958), «Оповідання» (Красноярськ, 1961), «Особливе завдання» (Мінськ, 1979).

Документи з особистого архіву зберігаються в Білоруському державному архіві-музеї літератури і мистецтва (фонд 121).

## Відзнаки
Нагороджений двома орденами Червоного Прапора (15 травня 1942; 15 квітня 1945), орденами Червоної Зірки (14 грудня 1942), Вітчизняної війни І ступеня (3 вересня 1943), «Знак Пошани», медалями.